# Zeche Kaiserin Augusta
Die Zeche Kaiserin Augusta in Essen-Dilldorf-Hamm ist ein ehemaliges Steinkohlenbergwerk. Das Bergwerk ist aus einer Konsolidation mehrerer Bergwerke entstanden. Das Bergwerk ist benannt nach der deutschen Kaiserin Augusta.

## Bergwerksgeschichte
Am 1. September des Jahres 1873 konsolidierten die Zechen Große Bovermannswiese, Overhammsbusch und Königin Augusta zur Zeche Kaiserin Augusta. Es war zu diesem Zeitpunkt ein tonnlägiger Schacht vorhanden. Der Schacht befand sich am Augustaweg und reichte bis ins Flöz Geitling (auch genannt Flöz Quetterbank). Die 2. Sohle lag bei einer seigeren Teufe von 109 Metern (−28 m NN). Der Schacht war jedoch für größere Teufen ungeeignet. Im Jahr 1878 wurde ab der 2. Sohle ein abgesetztes Aufhauen in Verlängerung des tonnlägigen Schachtes erstellt. Im Jahr 1880 wurde bei einer seigeren Teufe von 205 Metern (−124 m NN) die 3. Sohle angesetzt. Im Jahr 1891 wurde wegen fehlender finanzieller Mittel zur Anlegung eines Tiefbaus und des hohen Wasserzufluss in den Grubenbauen der Betrieb eingestellt. Im Jahr 1892 ging die Zeche Kaiserin Augusta in Konkurs. Noch im selben Jahr wurde das Bergwerk von der Zeche Vereinigte Pörtingsiepen übernommen.

## Förderung und Belegschaft
Die ersten bekannten Förder- und Belegschaftszahlen stammen aus dem Jahr 1873, damals wurde mit 103 Bergleuten eine Förderung von 32.344 Tonnen Steinkohle erbracht. Im Jahr 1875 stieg die Förderung leicht auf 32.801 Tonnen Steinkohle, diese Förderung wurde von 111 Bergleuten erbracht. Im Jahr 1880 wurden mit 93 Bergleuten 33.456 Tonnen Steinkohle gefördert. Im Jahr 1885 erneuter Anstieg der Förderung auf 48.705 Tonnen Steinkohle, diese Förderung wurde von 123 Bergleuten erbracht. Die maximale Förderung stammt aus dem Jahr 1886, damals wurden mit 114 Bergleuten eine Förderung von 52.478 Tonnen Steinkohle erbracht. Die letzten bekannten Förder- und Belegschaftszahlen des Bergwerks stammen aus dem Jahr 1890, in diesem Jahr wurden mit 75 Bergleuten 21.394 Tonnen Steinkohle gefördert.

## Heutiger Zustand
An die Zeche Kaiserin Augusta erinnert noch heute der Augustaweg in Essen-Kupferdreh, an dem die Zeche lag. Außerdem sind noch einige Pingen erhalten. Des Weiteren sind von der Zeche Kaiserin Augusta einige Mauern vorhanden, die jedoch allmählich verfallen. Die Mauern befinden sich versteckt in einem Wald zwischen Essen-Kupferdreh und Essen-Fischlaken.